# JAST USA
JAST USA est un éditeur de jeux vidéo japonais traduits en anglais, en particulier des visual novels, des jeux bishōjo, des jeux de drague et des RPG japonais. L'entreprise a été fondée en 1996, et leurs premières traductions étaient pour les jeux Season of the Sakura de Sakura Soft et  Three Sisters Story de JAST,. Il a eu plusieurs marques JAST par le passé : Peach Princess, G-Collections et JAST Densetsu.
JAST USA a été nommé ainsi parce que la société était à l'origine affilié à JAST — la société japonaise —, mais avec la fermeture de JAST en 2000, la société a alors créé la filiale Peach Princess (car il n'y avait plus la société JAST à laquelle s'affilier). En tant que Peach Princess, la société a publié principalement des titres de la série Crowd and Will. En 2005, JAST a acquis G-Collections de CD Bros., à sa sortie du marché américain. En 2006, JAST USA a fusionné ses filiales sous le nom de marques JAST USA. En 2011, la marque JAST Densetsu a été créée dans le but de séparer les visual novels de l'image des simples jeux de drague. En 2015, toutes les marques ont été repliées dans la société mère, JAST USA, pour éviter toute confusion vis-à-vis de la marque dans un marché extrêmement concurrentiel. En 2018, lors de l'Anime Expo, est annoncé sa nouvelle branche appelée JAST BLUE, qui se concentrera sur les jeux Boys-love / Yaoi, et a été annoncé l'acquisition de licences des titres sweet pool, Lamento: Beyond the Void, Togainu no Chi, DRAMAtical Murder et Slow Damage de Nitro+chiral, branche Yaoi du studio Nitroplus.
En plus de publier ses propres jeux, JAST USA distribue des titres d'autres éditeurs et traducteurs comme MangaGamer, etc. Dans le passé, ils ont également été le distributeur américain de jeux traduits par la société londonienne Otaku Publishing, Ltd., comme True Love.
Le 1er avril 2019 est annoncé et rendu disponible le service JAST USA Classics, une compilation de 6 anciens jeux MS-DOS datant de 1996 pour le plus ancien à 1999 pour le plus récent. Ce service est rendu par le groupe The Asenheim Project, un groupe amateur composé fans russes qui portent et traduisent en russe des anciens visual novels MS-DOS. Le groupe à l'autorisation de JAST USA en ce qui concerne leurs anciens jeux, mais en échange, JAST publie également les ports sur son site.

## Jeux publiés
Cette liste comprend les titres de JAST USA, y compris ceux de ses filiales et acquisitions passées.
| Titre anglais                                            | Titre japonais | Date de sortie initiale | Label          | Développeur japonais |
| -------------------------------------------------------- | --- | ----------------------- | -------------- | -------------------- |
| DOR                                                      | DOR | 2 juillet 2002          | G-Collections  | D.O.                 |
| Kana Little Sister                                       | 加奈～いもうと～ (Kana ~Imouto~) | 2 juillet 2002          | G-Collections  | D.O.                 |
| Chain ~ The Lost Footprints                              | チェーン 失われた足跡 (Chain: ushinawareta ashiato)                                                                                     | 7 juillet 2002          | G-Collections  | ZyX                  |
| Private Nurse                                            | プライベートナース (Private Nurse) | 20 novembre 2002        | G-Collections  | AngelSmile           |
| Target: Pheromone                                        | とってもフェロモン (Tottemo Pheromone)                                                                                                  | 18 décembre 2002        | G-Collections  | Trabulance           |
| Sensei 2                                                 | せ・ん・せ・い2 (Sensei 2) | 7 janvier 2003          | G-Collections  | D.O.                 |
| Tsuki: Possession                                        | 憑き (Tsuki) (Evil Spirit / Demon) | 10 février 2003         | G-Collections  | ZyX                  |
| Do You Like Horny Bunnies?                               | エッチなバニーさんは嫌い? (Don't you like horny bunnies?)                                                                               | 5 mars 2003             | G-Collections  | ZyX                  |
| Come See Me Tonight                                      | 私に今夜☆会いに来て (Watashi ni konya ni ai ni kite)                                                                                    | 15 avril 2003           | G-Collections  | Sekilala             |
| I'm Gonna Nurse You                                      | 看護しちゃうぞ (Kango Shichauzo) | 24 juin 2003            | G-Collections  | Trabulance           |
| I'm Gonna Nurse You 2: Is The Sorority House Burning?    | 看護しちゃうぞ２ ～女子寮は萌えているか～ (Kango Shichauzo 2 ~Joshi Ryou wa Moeteiru ka~)                                               | 24 juin 2003            | G-Collections  | Trabulance           |
| Secret Wives' Club                                       | 人妻姫倶楽部 (Hitozuma Hime Club) (Adultery Princess Club)                                                                              | 30 juillet 2003         | G-Collections  | Sekilala             |
| Crescendo                                                | Crescendo ～永遠だと思っていたあの頃～ (Crescendo ~Eien Dato Omotte Ita Ano Koro~) (Crescendo ~That time we thought would last forever~ | 21 octobre 2003         | G-Collections  | D.O.                 |
| I'm Gonna Serve You 4                                    | 尽くしてあげちゃう４ ～私たちの蜜月～ (Tsukushite Agechau 4 ~Watashi-tachi no Mitsugetsu~) (I'm gonna serve you 4: Our Honeymoon)       | Novembre 2003           | G-Collections  | Trabulance           |
| Virgin Roster                                            | 出血簿〜鮮赤の嗚咽〜 (Shukketsubo ~Senaka no Oetsu~) (Bleeding Diary ~Crimson Tears~)                                                   | 19 décembre 2003        | G-Collections  | ZyX                  |
| Heart de Roommate                                        | はぁと de ルームメイト (Heart de Roommate)                                                                                              | 18 février 2004         | G-Collections  | AngelSmile           |
| Do You Like Horny Bunnies? 2                             | エッチなバニーさんは嫌い 2? (Don't you like horny bunnies? 2)                                                                           | 23 mars 2004            | G-Collections  | ZyX                  |
| Jewel Knights: Crusaders                                 | ジュエルナイツ・クルセイダーズ (Jewel Knights: Crusaders)                                                                               | 12 mai 2004             | G-Collections  | ZeroCool             |
| Slave Pageant                                            | 娼女接待 (Shoujo Settai) | 6 juillet 2004          | G-Collections  | Ignition             |
| Come See Me Tonight 2                                    | 私に今夜会いに来て２～お嫁さんは姫巫女～ (Watashi ni Konya Ai ni Kite 2 ~Oyome-san wa Hime Miko~)                                       | 13 août 2004            | G-Collections  | Sekilala             |
| Idols Galore!                                            | 召しませアイドル (Meshimase Idol) | 24 septembre 2004       | G-Collections  | Sekilala             |
| Let's Meow Meow!                                         | みんなでニャンニャン (Minna de Nyan-Nyan)                                                                                               | 26 octobre 2004         | G-Collections  | Yamitsu Tsuushin     |
| Hitomi: My Stepsister                                    | 義妹・仁美 (Stepsister: Hitomi) | 24 novembre 2004        | G-Collections  | Mercure              |
| Pick Me, Honey!                                          | あなたの幼妻 (Anata no Osanazuma) | 20 décembre 2004        | G-Collections  | Trabulance           |
| The Sagara Family                                        | 相楽さん家の悦楽ライフ♪ (Sagara-sanchi no Etsuraku Life ♪) (The Sagara Family's Enjoyable Life)                                         | 25 janvier 2005         | G-Collections  | ZyX                  |
| Amorous Professor Cherry                                 | 微熱教師 ちえり (Binetsu Kyoushi Cherry)                                                                                                | 3 juillet 2008          | G-Collections  | ZyX                  |
| Cosplay Fetish Academy                                   | 性愛学園ふぇち科 (Seiai Gakuen Fechika)                                                                                                 | 19 juin 2009            | G-Collections  | Giga                 |
| Cat Girl Alliance                                        | 仔猫同盟 (Koneko Doumei) | 10 février 2010         | G-Collections  | Sekilala             |
| X-Change                                                 | X-Change | 9 mars 2001             | Peach Princess | Crowd                |
| Snow Drop                                                | スノードロップ (Snow Drop) | 7 mai 2001              | Peach Princess | Will                 |
| Water Closet: The Forbidden Chamber                      | 使用中～W.C.～ (Shiyouchuu ~W.C.~) (I'm using the ~W.C.~)                                                                               | Juillet 2001            | Peach Princess | Guilty (Will)        |
| Tokimeki Check-in!                                       | ときめきCheck in! (Tokimeki Check in!)                                                                                                  | 9 août 2001             | Peach Princess | Crowd                |
| Critical Point                                           | 臨界点 ～クリティカル・ポイント～ (Rinkaiten ~Critical Point~)                                                                          | Mars 2002               | Peach Princess | Sweet Basil          |
| X-Change 2                                               | X-Change 2 | 3 juin 2003             | Peach Princess | Crowd                |
| Brave Soul                                               | Brave Soul | 4 novembre 2003         | Peach Princess | Crowd                |
| Gibo: Stepmother's Sin                                   | 義母 (Gibo) | 28 mai 2004             | Peach Princess | Guilty               |
| Little My Maid                                           | リトルＭｙメイド (Little My Maid) | 24 décembre 2004        | Peach Princess | Will                 |
| Doushin: Same Heart                                      | 同心～三姉妹のエチュード～ (Doushin ~Sanshimai no Etude~z) (lit. Same Heart: 3 Sister's Etude)                                          | 24 mai 2006             | Peach Princess | Crowd                |
| Escalation: Yukkuri Panic!                               | ゆーくりパニック エスカレーション (Yukkuri Panick Escalation)                                                                           | 8 juillet 2011          | Peach Princess | Rolling Star         |
| Absolute Obedience                                       | 絶対服従命令 (Zettai Fukujū Meirei) | 31 décembre 2006        | Peach Princess | Langmaor             |
| Aselia the Eternal                                       | 永遠のアセリア-The Spirit of Eternity Sword- (Eien no Aselia -The Spirit of Eternity Sword-)                                            | 4 novembre 2011         | JAST Densetsu  | Xuse                 |
| Bazooka Cafe                                             | ぷるるんカフェ (Pururun Kafe) | 23 octobre 2007         | G-Collections  | Trabulance           |
| Deus Machina Demonbane                                   | 斬魔大聖デモンベイン (Zanmataisei Demonbein)                                                                                            | 13 mai 2011             | JAST USA       | Nitroplus            |
| Enzai - Falsely Accused                                  | 冤罪 (Enzai) | 31 janvier 2006         | JAST USA       | Langmaor             |
| Fairy Nights                                             | 刻視夢想 (Kokushi Musō) | Mai 2000                | JAST USA       | Four-Nine            |
| Family Project ~Kazoku Keikaku~                          | 家族計画 (Kazoku Keikaku) | 17 juillet 2009         | G-Collections  | D.O.                 |
| Figures of Happiness                                     | しあわせのかたち (Shiawase no Katachi)                                                                                                  | 28 mars 2005            | G-Collections  | Angel Smile          |
| Flowers - Spring Arc                                     | | 17 août 2016            | JAST USA       | Innocent Grey        |
| Girlish Grimoire Littlewitch Romanesque: Editio Perfecta | 少女魔法学 リトルウィッチロマネスク editio perfecta (Shoujo Mahou Gaku Little Witch Romanesque Editio Perfecta)                         | 22 décembre 2014        | JAST USA       | Littlewitch          |
| Hanachirasu                                              | 刃鳴散らす (Hanachirasu) | 10 mars 2015            | JAST USA       | Nitroplus            |
| Hentai Anime Poker                                       | | Mai 1999                |                |                      |
| Kikokugai: The Cyber Slayer                              | | À venir                 | JAST USA       | Nitroplus            |
| Legend of Fairies                                        | 式神伝承 (Shikigami Denshō) | Mai 2000                | JAST USA       | Four-Nine            |
| Lightning Warrior Raidy                                  | 雷の戦士ライディ ～破邪の雷光～ (Ikazuchi no Senshi Raidy ~Haja no Raikō~)                                                              | 13 mai 2008             | G-Collections  | ZyX                  |
| Lightning Warrior Raidy II: ~Temple Of Desire~           | 雷の戦士ライディII ～邪淫の神殿～ (Ikazuchi no Senshi Raidy II ~Jain no Shinden~)                                                       | 29 juin 2010            | G-Collections  | ZyX                  |
| Lightning Warrior Raidy III                              | 雷の戦士ライディIII ～逆襲の邪神官～ (Ikazuchi no Senshi Raidy III ~Gyakushuu no Jashinkan~)                                            | 20 juillet 2015         | JAST USA       | ZyX                  |
| Machine Child                                            | | À venir                 | JAST USA       | Oyaru Ashito         |
| Majikoi! Love Me, Seriously!                             | 真剣で私に恋しなさい！！ (Maji de Watashi ni Koi Shinasai)                                                                              | 25 décembre 2020        | JAST USA       | MinatoSoft           |
| May Club                                                 | 五月倶楽部 (Mei Kurabu) | Mai 1999                | JAST USA       | Desire               |
| Moero Downhill Night                                     | 萌えろダウンヒルナイト -峠最速伝説- (Moero Downhill Night -Tōge Saisoku Densetsu-)                                                      | 9 novembre 2009         | Peach Princess | TOP                  |
| Moero Downhill Night 2                                   | (萌えろDownhill Night 2) | 29 juin 2010            | Peach Princess | TOP                  |
| Moero Downhill Night BLAZE                               | | 3 décembre 2012         | Peach Princess | TOP                  |
| My Girlfriend is the President                           | 幼なじみは大統領 My girlfriend is the PRESIDENT. (Osananajimi wa Daitōryō: My Girlfriend is the President.)                             | 26 décembre 2011        | JAST Densetsu  | Alcot                |
| My Girlfriend is the President Fandisc                   | 幼なじみは大統領 My girlfriend is the PRESIDENT Fandisc. (Osananajimi wa Daitōryō: My Girlfriend is the President Fandisc.)             | 4 juillet 2014          | JAST Densetsu  | Alcot                |
| Outlaw Django                                            | 続・殺戮のジャンゴ ─地獄の賞金首─ (Zoku Satsuriku no Django -Jigoku no Shōkinkubi-)                                                     | À venir                 | JAST USA       | Nitroplus            |
| Nocturnal Illusion                                       | 夢幻夜想曲 (Mugen Yasōkyoku) | 1997                    | JAST USA       | Apricot              |
| Pretty Soldier Wars A.D. 2048.                           | 妖獣戦記Ａ．Ｄ．２０４８ (Yōjū Senki A.D. 2048)                                                                                         | 20 juillet 2007         | Peach Princess | D.O.                 |
| Princess Waltz                                           | | 2 décembre 2008         | Peach Princess | Pulltop              |
| Runaway City                                             | 迷走都市 (Meisō Toshi) | 1998                    | JAST USA       | JAST                 |
| The Song of Saya ~ Saya no Uta                           | 沙耶の唄 (Saya No Uta) | 6 mai 2013              | JAST USA       | Nitroplus            |
| Season of the Sakura                                     | さくらの季節 (Sakura no Kisetsu) | 1996                    | JAST USA       | JAST                 |
| Seinarukana                                              | 聖なるかな (Seinarukana) | 23 avril 2016           | JAST Densetsu  | Xuse                 |
| School Days HQ                                           | (School Days HQ) | 28 juin 2012            | JAST Densetsu  | 0verflow             |
| Shiny Days                                               | (SHINY DAYS) | 25 août 2015            | JAST Densetsu  | 0verflow             |
| Snow Sakura                                              | 雪桜 (Yukizakura) | 13 décembre 2007        | G-Collections  | D.O.                 |
| Sonicomi: Communication With Sonico                      | ソニコミ (Sonikomi) | 1er juillet 2016        | JAST USA       | Nitroplus            |
| Starless                                                 | (STARLESS) | 12 mai 2015             | Peach Princess | Empress              |
| Steins;Gate                                              | | 31 mars 2014            | JAST USA       | Nitroplus, 5pb.      |
| Sumaga                                                   | スマガ (Sumaga) | À venir                 | JAST USA       | Nitroplus            |
| Three Sisters' Story                                     | 三姉妹 (Sanshimai) | 1999                    | JAST USA       | JAST                 |
| Transfer Student                                         | もんもん学園～ten・ko・sei～ (MonMon Gakuen ~ten-ko-sei~)                                                                               | 20 juillet 2002,        | JAST USA       | JAST                 |
| Trample on Schatten!!                                    | Trample on "Schatten!!" ～かげふみのうた～ (Trample on "Schatten!!" ~Kagefumi no Uta~)                                                  | À venir                 | JAST Densetsu  | Tail Wind            |
| X Change 3                                               | | 18 juillet 2006         | Peach Princess | Crowd                |
| Yin-Yang! X-Change Alternative                           | (いんやん えっくすちぇんじ おるたなてぃぶ)                                                                                              | 15 décembre 2006        | Peach Princess | Crowd                |
| Yukkuri Panic: Escalation                                | ゆーくりパニック エスカレーション (Yūkuri Panikku Esukarēshon)                                                                          | 30 juin 2011            | Peach Princess | Rolling Star         |
| Yumina the Ethereal                                      | 輝光翼戦記 天空のユミナ (Kikōyoku Senki Tenkū no Yumina)                                                                                | 9 août 2013             | JAST Densetsu  | Eternal              |
| Yume Miru Kusuri:: A Drug That Makes You Dream           | ユメミルクスリ (Yume Miru Kusuri) | 25 avril 2007           | Peach Princess | rúf                  |